# Tragédia do Estádio Nacional
A tragédia do Estádio Nacional de 24 de maio de 1964 (também conhecida como tragédia de Lima) é, até hoje, a pior tragédia da história do futebol.

## Acontecimento
Em 24 de maio de 1964, o Peru jogou com a Argentina no Estádio Nacional em Lima. O jogo, válido pelo Torneio Pré-Olímpico para os Jogos Olímpicos de Tóquio, foi considerado vital para o Peru, que ocupou o segundo lugar na tabela de classificação da CONMEBOL, que enfrentaria um jogo difícil com o Brasil na última rodada. A partida atraiu uma capacidade de 53 mil torcedores para o estádio.

## Eventos
Com a Argentina vencendo por 1 a 0 e a seis minutos do término do tempo normal, um possível gol de empate do Peru foi anulado pelo árbitro uruguaio Ángel Eduardo Pazos. Esta decisão deixou os torcedores da casa em fúria e desencadeou uma invasão de campo. A polícia peruana atirou bombas de gás lacrimogêneo na arquibancada norte para evitar que mais torcedores invadissem o campo do estádio. Isto causou pânico e uma tentativa de êxodo em massa para evitar o gás.
No lugar dos portões padrão, o estádio tinha persianas sólidas de aço corrugado no fundo dos túneis que ligavam o nível da rua, através de vários lances de escada, até as áreas dos lugares sentados acima. Estas persianas foram fechadas como normalmente eram em todos os jogos. Os espectadores em pânico que desciam as escadas fechadas pressionavam os que estavam na frente contra as persianas fechadas, mas isto não era visível para a multidão que empurrava as escadas por trás. As persianas finalmente explodiram como resultado da pressão do esmagamento de corpos dentro. Todos os que morreram foram mortos nas escadas até o nível da rua, a maioria de hemorragia interna ou asfixia. Ninguém que ficou dentro do gramado morreu. Na rua, a multidão causou destruição na propriedade privada ao redor do estádio.

## Consequência
O número oficial dos que morreram é 328, mas isto pode ser subestimado. Até mesmo este total tem 13 a mais do que os mortos no desastre de Hillsborough, incêndio de Bradford, desastre de Heysel, desastre de Ibrox em 1971, desastre de Ibrox em 1902 e desastre no Parque Burnden combinados. Após o incidente, foi tomada a decisão de reduzir a capacidade de assentos do estádio de 53 mil para 42 mil em 1964, embora posteriormente tenha aumentado para 47 mil para a Copa América de 2004.